# Peace Run
La Sri Chinmoy Oneness Home Peace Run (« Course de la Paix ») est un relais de course à pied mondial fondé par Sri Chinmoy qui promeut l'amitié et la compréhension entre les hommes,,,.

## L'histoire

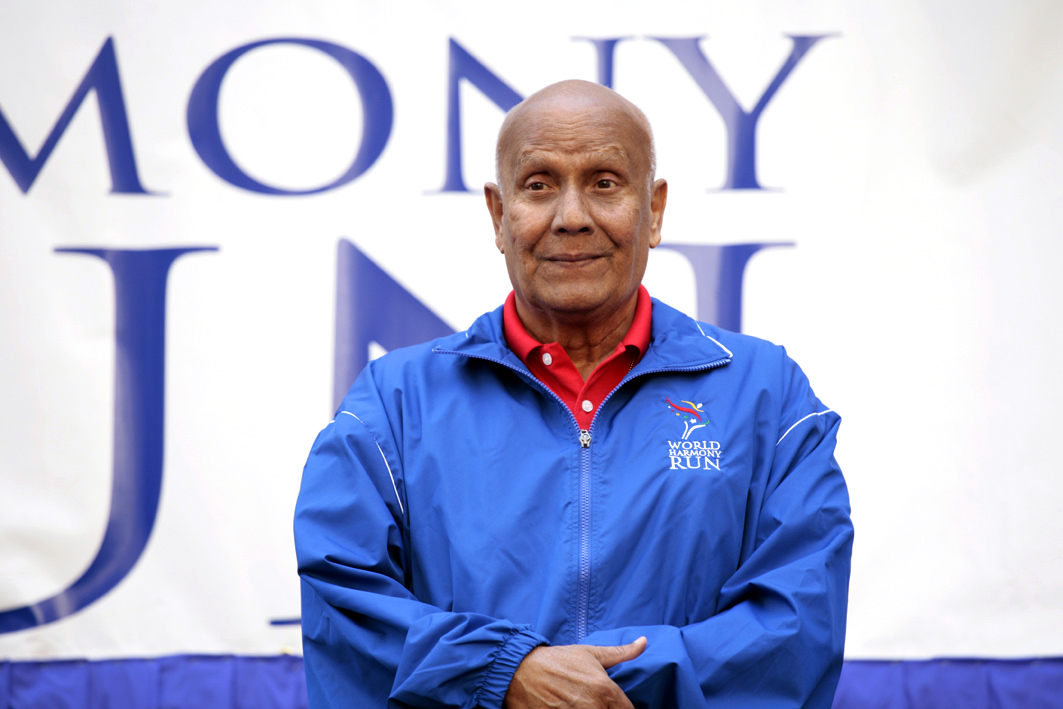
Sri Chinmoy

En 1987, Sri Chinmoy,, fonde une course pour l'amitié internationale, la Peace Run,,. En 1976, la Liberty Torch Run, un relais qui marque en Amérique le bicentenaire, est le précurseur de cette course. De 2005 à 2013, cette course est connue sous le nom de World Harmony Run (« Course pour l'harmonie mondiale ») et est organisée tous les deux ans, puis annuellement. En juin 2013, elle revient à son ancien nom de Peace Run. L'équipe internationale de coureurs porte un flambeau comme symbole d'amitié. La Peace Run a lieu dans plus de 100 pays, et est supportée par le club de course à pied Sri Chinmoy Marathon Team.
Le but de cette course est de promouvoir la compréhension et la relation harmonieuse entre les peuples de toutes les nations, religions et cultures. Selon Sri Chinmoy, « La Peace-Run est notre manière de dire que la paix du monde doit commencer dans le cœur de chacun d’entre nous, et que lorsque nous aurons transcendé les barrières qui nous séparent du meilleur en nous comme des autres, notre monde deviendra un véritable Foyer d’Unité. » Il ajoute, « Tout ce que je fais n’a qu’un seul but : l’établissement d’une famille d’unité fondée sur la paix. Si je peux avoir de la paix, que vous avez de la paix et que tout le monde a de la paix, alors seulement pouvons-nous fonder une famille d’unité. »

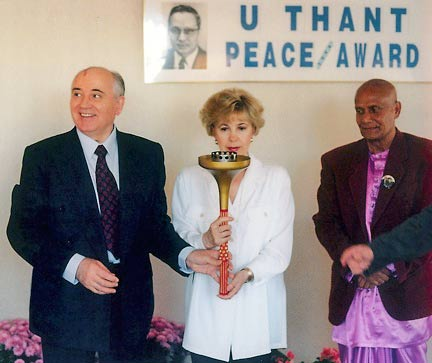
Sri Chinmoy ici avec Raïssa et Mikhaïl Gorbatchev

La Peace Run est l'événement de base et l'équipe internationale rencontre des dignitaires, des maires, des groupes communautaires et des écoles en les invitant à participer en tenant le flambeau de la paix et en faisant un pas vers un monde plus harmonieux,. Quelques participants célèbres : Mère Teresa, Nelson Mandela et Mikhaïl Gorbatchev, qui soutiennent la course et ont tenu le flambeau de la paix. Carl Lewis, neuf fois médaillé d'or, est un porte-parole de la Peace Run,.

## Chant
Le thème officiel, le chant Oneness-Home (« Maison d'Unité »), a été composée par Narada Michael Walden et enregistré par Whitney Houston,.

## Itinéraires
Quelques exemples d'itinéraires ou parties d'itinéraires :
- 2006 : Ouganda : Kampala - Jinja

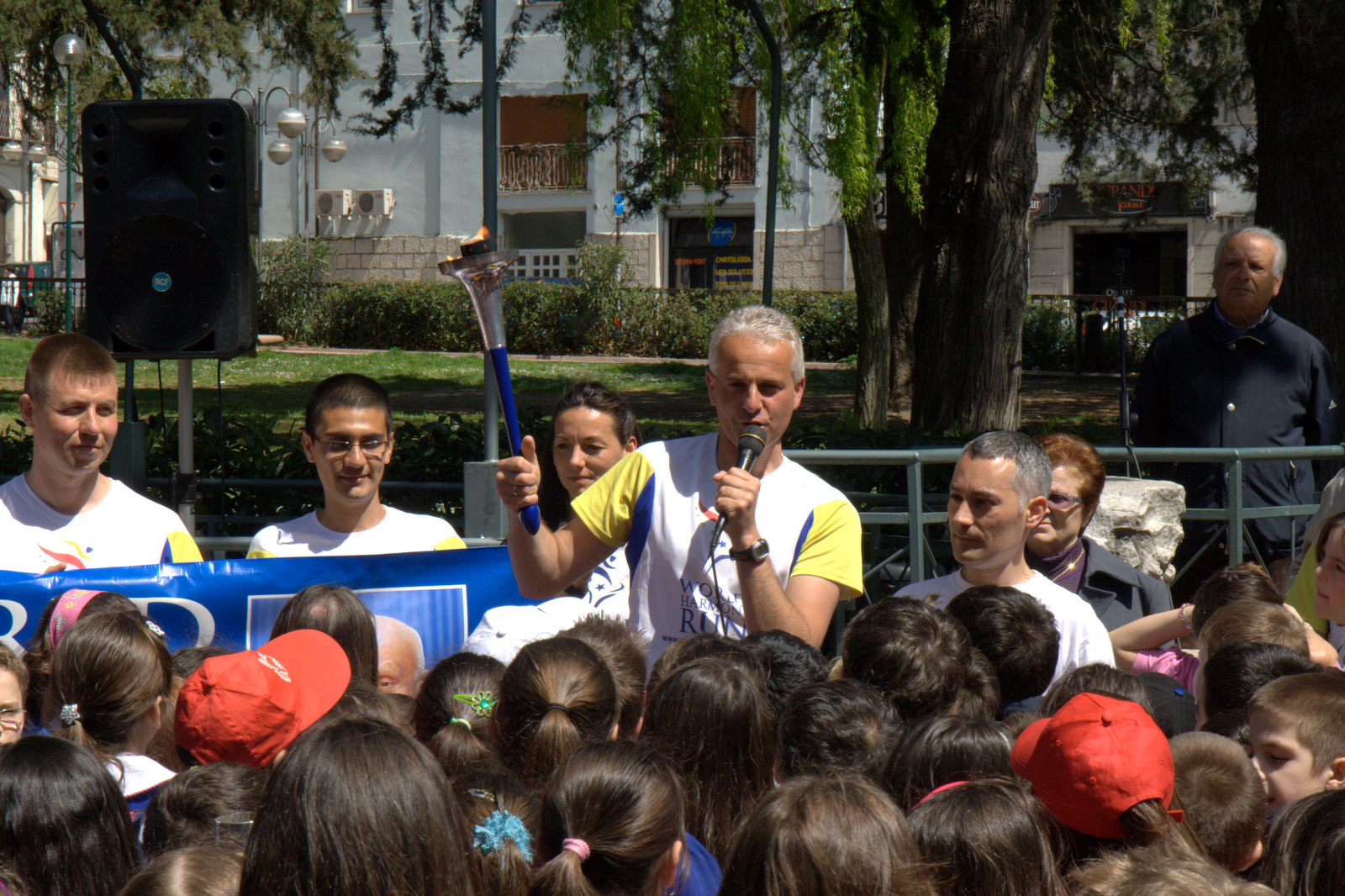
Isernia, Italie (2010)

- 2007 : Bulgarie : Sofia - Montana
- 2008 : Indonésie : Jakarta
- 2008 : États-Unis : Mancos - Bluff (Utah) et Pagosa Springs (Colorado) - Hesperus (Colorado) (en)
- 2008 : Pologne : Szczecin - Stargard - Koszalin - Słupsk - Kościerzyna - Wejherowo - Gdansk
- 2016 : France : Calais - Amiens - Paris - Auxerre - Lons-le-Saunier[18]